# Werner Scholze-Stubenrecht
Werner Scholze-Stubenrecht (* 30. August 1948 in Heimertshausen; † 11. November 2016) war ein deutscher Sprachwissenschaftler auf den Themengebieten Germanistik und Anglistik und langjähriger Mitarbeiter des Dudenverlags, zuletzt in der Funktion als Chefredakteur des Dudens.

## Werdegang
Scholze-Stubenrecht wurde in Heimertshausen (Kreis Alsfeld) geboren und machte sein Abitur am Frankfurter Helmholtz-Gymnasium. In Frankfurt am Main studierte er im Anschluss daran Germanistik und Anglistik. 1975 wurde er Mitarbeiter des Bibliographischen Instituts in Mannheim. Neben seiner Arbeit als Duden-Chefredakteur trat der promovierte Sprachwissenschaftler auch als Rechtschreibexperte im Radio oder in Sendungen wie dem Großen Deutsch-Test bei RTL auf. Die Duden-Redaktion leitete er seit 2010. Im gleichen Jahr „wurde er in den Gesamtvorstand der GfdS gewählt.“ Seine thematischen Schwerpunkte galten der Orthografie und der Sprachberatung. Zum Jahreswechsel 2016 trat er nach 35-jähriger Tätigkeit in den Ruhestand, und Kathrin Kunkel-Razum übernahm die Leitung der Duden-Redaktion. Er war zudem Mitglied des Rats für deutsche Rechtschreibung.

## Publikationen (Auswahl)
- Schüler Duden. Rechtschreibung und Wortsinn. Duden-Verlag, 1984, ISBN 3-411-02201-9.
- Oxford German Dictionary. Over 320.000 words and phrases, over 520.000 translations. Oxford University Press, 2008, ISBN 0-19-954568-5.
- Duden Richtiges und gutes Deutsch. Duden-Verlag, 1997, ISBN 3-411-04094-7.
- Duden. Oxford. Duden Englisch. Standardwörterbuch. Duden-Verlag, 1991, ISBN 3-411-02076-8.
- Duden Fremdwörterbuch. Duden-Verlag, 2001, ISBN 3-411-04057-2.